# Hopetown
Hopetown (également appelé Hoopstad en afrikaans) est une petite ville d'Afrique du Sud située dans le désert du Karoo dans la province du Cap-Nord. 
La ville est entrée dans l'histoire quand le premier diamant sud-africain y fut découvert et baptisé Eurêka.
Hopetown est située sur l'autoroute N 12, à 77 km au nord de Bristown et à 121 km au sud de Kimberley. Elle est à 1/2 heure de voiture au nord d'Orania par la route provinciale R 369.

## Historique
Hopetown fut fondée en 1850 lors de l'extension de la frontière nord de la colonie du Cap par le gouverneur, Sir Harry Smith. Ses premiers bâtiments furent érigés sur les terres de Duivenaarsfontein, une ferme appartenant à la famille Van Niekerk. En 1854, Hopetown est un village de frontière peuplé principalement par les boers. 
En 1866, Hopetown entre dans l'histoire sud-africaine et dans celle du diamant en particulier. Erasmus Jacobs, un jeune adolescent de 15 ans, qui vivait avec ses parents dans leur ferme à 50 km au nord-ouest de Hopetown, ramena un jour, à sa sœur Louisa, un caillou plus brillant que les autres qu'il avait ramassé sur les rives du fleuve Orange. Schalk van Niekerk, un jeune fermier boer en visite chez Daniel Jacobs, le père D'Erasmus, remarqua cette pierre avec laquelle le jeune garçon jouait et, intrigué, proposa de l'acheter. L'épouse de Daniel Jacobs, lui en fit cadeau, précisant qu'il y en avait plein d'autres sur leur ferme. La famille Jacobs refusera toujours un dédommagement financier prétextant qu'un vulgaire caillou ne méritait pas tant. 
La pierre fut amenée à Colesberg où elle fut expertisée et reconnue comme étant un diamant brut de 21,25 carats. Baptisée « Eureka », elle fut achetée pour £500 par Sir Philip Wodehouse, gouverneur de la colonie du Cap et envoyé à Londres pour être exposé à l'exposition universelle de Paris de 1867. Retaillée en un diamant de 10,73 carats, ce fut le premier diamant d'Afrique du sud à être découvert.
Du moment où la nouvelle se répandit concernant la découverte de Diamants, Hopetown devint une destination des prospecteurs et chasseurs de diamants du monde entier. D'autres cailloux brillants furent encore découverts dans la même région parmi lesquels l'étoile d'Afrique. La quête de milliers de prospecteurs les mènera sur les rives des fleuves Vaal et Orange jusqu'à la colline de Colesberg à Kimberley, qu'ils transformeront en trou béant connu sous le nom de « Big Hole ». 
Hopetown devint alors une ville prospère, bénéficiant du commerce du diamant. Mais sa mise à l'écart du chemin de fer qui relia directement Kimberley précipita sa déchéance et en 1897, elle était redevenue une bourgade assoupie, en dépit d'une nouvelle très brève ruée vers le diamant. 
La ville fut encore le théâtre de quelques batailles durant la seconde guerre des Boers. 
Depuis la réforme des gouvernements locaux en 2000, Hopetown est, au côté de Strydenburg, l'une des deux principales communes de la municipalité locale de Thembelihle (13 976 habitants en 2001).

## Personnalités liées à Hopetown
- Albert Jacobus Stals, député de Hopetown de 1923 à 1933